# Дик, Элли
Элистер «Элли» Джон Дик (англ. Alistair «Ally» John Dick; родился 25 апреля 1965, Стерлинг) — шотландский футболист, полузащитник. Выступал за английский «Тоттенхэм Хотспур» и нидерландский «Аякс».

## Биография
Элистер Джон Дик родился 25 апреля 1965 года в шотландском городе Стерлинг. В возрасте 15 лет Дик присоединился к англиканскому «Тоттенхэм Хотспуру». Дебютировал Элли за клуб 20 февраля 1982 года, в возрасте 16 лет и 301 дней, в матче против «Манчестер Сити». Таким образом, Дик стал самым молодым дебютантом «Тоттенхэма» за всю его историю. Предыдущий рекорд принадлежал Нилу Макби, дебютировавшему 13 апреля 1974 года в матче против лондонского «Челси» в возрасте 16 лет и 301 дней.
В 1986 году Дик перешёл в амстердамский «Аякс», которым на тот момент руководил Йохан Кройф. В высшем дивизионе Нидерландов Элли дебютировал 24 августа 1986 года в гостевом матче против «Харлема», Дик отыграл в матче 70 минут, после которых его заменили на защитника Сонни Силоя. Матч завершился победой «Аякса» со счётом 0:3.
1 октября 1986 года Элли провёл за «Аякс» первый евро кубковый матч, в рамках ответной игры первого раунда кубка обладателей кубков УЕФА сезона 1986/1987 амстердамский клуб встретился с турецким «Бурсаспором». В первом матче, в гостях, «Аякс» благодаря голам Джона Босмана и Марко ван Бастена победил со счётом 0:2. Ответный матч стал довольно результативным, уже после первого тайма «Аякс» обыгрывал турецкий клуб со счётом 4:0. На 63-й минуте матча Йохан Кройф сделал замену, вместо Арнолда Мюрена вышел Элли Дик. Окончательную точку в матче поставил Джон Босман, оформив на 90-й минуте покер, ещё один мяч был на счету Ван Бастена. В конечном итоге «Аякс» одержал крупную победу со счётом 5:0, по итогам двух встреч амстердамцы вышили второй этап кубка.
5 октября 1986 года, в домашнем матче против «Фортуны», Элли забил дебютный гол. На 73-й минуте Дик вошёл в игру вместо Роба Витсге, а спустя две минуты отличился забитым мячом, в итоге матч завершился уверенной победой «Аякса» со счётом 6:2. 22 октября, «Аякс», в первом матче второго этапа кубка обладателей кубков, встретился с греческим «Олимпиакосом». На этот раз, Кройф выпустил Элли с первых минут матча. Но после первого тайма Дик был вынужден уступить своё место Петеру Буве, замена была вынужденной, так как Дик получил серьёзное повреждение. В конечном итоге «Аякс» выиграл со счётом 4:0, а Элли выбыл из строя на несколько месяцев. Лишь летом 1987 года Дик вернулся в строй команды. Первая официальная игра Дика после травмы состоялась 8 июня в гостевом матче против «Твенте», Элли отыграл в матче 60 минут, после которых его заменили. «Твенте» выиграл со счётом 2:1, в составе победителей дублем отличился Эрик Грулекен, а за «Аякс» забил Босман. Всего, в чемпионате Нидерландов сезона 1986/1987 Элли провёл 6 матчей и забил 1 гол, а также отыграл два матча в кубке обладателей кубков УЕФА.
В своём втором сезоне за клуб Дик провёл лишь пять матчей в чемпионате Нидерландов сезона 1987/1988, на протяжении всего сезона Элли мучился из-за постоянных травм. После начала сезона 1988/1989, Элли покинул команду.

## Достижения
- Обладатель кубка УЕФА: 1986